# Mariano Frúmboli
Mariano Chicho Frúmboli (...) è un ballerino di tango argentino.
È considerato uno dei fondatori del Tango Nuevo ed è conosciuto principalmente per il suo talento nell'improvvisazione. È entrato a far parte della top dei migliori ballerini di tango di tutti i tempi insieme a Miguel Àngel Zotto, Fabian Salas e Gustavo Naveira.

## Biografia
Nel 1984 comincia lo studio della musica. Dal 1992 al 1998 studia teatro in Buenos Aires.
Incomincia le sue esibizioni di ballo con Lucía Mazer nel 1999. Dal 2003 al 2006, ha fatto coppia con Eugenia Parrilla, e correntemente si esibisce con Juana Sepúlveda.
Le sue esibizioni dal vivo vengono accompagnate da numerose orchestre di tango oppure da gruppi che praticano il neotango ad esempio come Gotan Project, Tanghetto e Narcotango.